# Юренева, Розалия Францевна
Розалия Францевна Юре́нева (13 [26] февраля 1914 — 5 декабря 1995, Нижний Новгород, Россия) — советская актриса театра.

## Биография
Родилась 13 (26 февраля) 1914 года.
С 1935 года играла в драмтеатре (Бодайбо). С 1937 года артистка Ворошиловского-Уссурийского областного драмтеатра. С декабря 1944 года в Приморском краевом драмтеатре. Актриса ИрДТ (1948—1961). С 1961 года артистка Волгоградского театра драмы. Актриса Горьковского ТД имени М. Горького с 1962 года. В 1966 году покинула сцену.
Муж — актёр Серебряков, Владимир Васильевич.
Умерла 5 декабря 1995 года в Нижнем Новгороде. Похоронена на Красном кладбище.

## Творчество
- «Без вины виноватые» А. Н. Островского — Таиса Ильинична Шелавина, Нина Павловна Коринкина
- «Банкир» А. Е. Корнейчука — Таня
- «Свадьба Кречинского» А. В. Сухово-Кобылина — Лидия Петровна Муромская
- «Лес» А. Н. Островского — Аксюша
- «Двенадцатая ночь» Шекспира — Оливия
- «Хозяйка гостиницы» К. Гольдони — Мирандолина
- «Васса Железнова» М. Горького — Наталья
- «Гроза» А. Н. Островского — Варвара
- «На дне» М. Горького — Наташа
- «Дуэнья» Р. Б. Шеридана — Инэс
- «Ночь ошибок» О. Голдсмита — Кэт Хардкэстль
- «Дворянское гнездо» И. С. Тургенева — Лиза Калитина
- «Овод» Э. Л. Войнич — Джемма
- «Волки и овцы» А. Н. Островского — Глафира
- «Собака на сене» Лопе де Вега — Диана де Бельфлёр
- «Варвары» М. Горького — Надежда Монахова
- «Разлом» Б. А. Лавренёва — Татьяна Евгеньевна Берсенева
- «Рембрандт» Д. Б. Кедрина — Саския
- «Василиса Мелентьева» А. Н. Островского — Василиса Мелентьева
- «Маскарад» М. Ю. Лермонтова — баронесса Штраль
- «Гибель эскадры» А. Е. Корнейчука — Оксана
- «Последняя остановка» Э. М. Ремарка — Анна Вальтер
- «Цель жизни» братьев Тур — Софья Васильевна Ковалевская
- «Канун грозы» П. Г. Маляревского — Маланья Тихоновна
- «Последняя жертва» А. Н. Островского — Юлия Павловна Тугина
- «Почему улыбались звёзды» А. Е. Корнейчука — Клеопатра Гавриловна
- «Третья патетическая» Н. Ф. Погодина — Ирина Сестрорецкая
- «Взрыв» И. М. Дворецкого — Буфетчица Катька
- «Мария Стюарт» Ф. Шиллера — Мария Стюарт
- «Дачники» М. Горького — Мария Львовна
- «Совесть» Д. Г. Павловой — Малахова
- «Джо Келлер и его сыновья» А. Миллера — Сью Бейлис
- «Жаркое лето в Берлине» по роману Д. Кьюсак — Берта
- «Иудушка Головлёв» по М. Е. Салтыкову-Щедрину — Арина Петровна

## Награды и премии
- заслуженная артистка РСФСР (11.4.1958)
- Сталинская премия третьей степени (1952) — за исполнение роли Маланьи Тихоновны в спектакле «Канун грозы» П. Г. Маляревского на сцене Иркутского АДТ имени Н. П. Охлопкова